# Philipp Hille
Johann Philipp Joseph Hille (* 24. Oktober 1862 in Holzhausen; † 28. Mai 1915 in Eslohe) war katholischer Geistlicher und Mitglied des Deutschen Reichstags.

## Leben
Philipp Hille wurde am 24. Oktober 1862 als sechstes Kind des Rentmeisters und Lehrers Friedrich Hille geboren und am 30. Oktober getauft. Er war der jüngere Bruder des Schriftstellers Peter Hille und älterer Bruder des namhaften franziskanischen, promovierten Bonaventura-Forschers Kilian Hille (geboren als Franz Anton Hille; 1864–1907).
Philipp besuchte die Elementarschule in Holzhausen, das Gymnasium Theodorianum in Paderborn, die Akademie in Eichstätt, die Universitäten Würzburg und Freiburg und das Priesterseminar in Paderborn. Nach im Dom zu Paderborn erhaltener Priesterweihe am 24. März 1887 war er Kooperator an der Pfarrkirche in Lippstadt (1887 und 1888), Missionspfarrer in Schwalenberg (1888/89), I. Kaplan an St. Agnes in Hamm (1890–95) und Religionslehrer am Gymnasium zu Hamm. Von 1890 bis 1895 Präses des katholischen Gesellenvereins in Hamm und ab 14. März 1895 war er Generalsekretär der katholischen Arbeitervereine, zunächst in Berlin, sodann weiter in Nord- und Ostdeutschland. Weiter war er Begründer des Volksbureaus der katholischen Arbeitervereine in Berlin und Begründer des katholischen Arbeiterheims Leo-Hospiz in Berlin. Auch war er Herausgeber des Wochenblattes Der Arbeiter, Organ katholischer Arbeitervereine Nord- und Ostdeutschlands. 1893 promovierte er in der katholischen Theologie seitens der Universität zu Freiburg im Breisgau auf Grund der (bereits vorher von der Universität Würzburg preisgekrönten) Dissertation über Die kirchliche Lehre von den evangelischen Räten mit besonderer Berücksichtigung ihrer sozialen Bedeutung und des examen rigorosum.
Ab 1898 war er Mitglied des Deutschen Reichstags für den Wahlkreis Regierungsbezirk Aachen 3 Aachen-Stadt und die Deutsche Zentrumspartei. Im Herbst 1900 wurde er Professor für Moraltheologie und Sozialwissenschaft an der theologischen Fakultät Paderborn und legte sein Reichstagsmandat am 20. November 1900 nieder.
Bereits im Sommer 1902 verlor er wegen der Heranziehung der sozialen Frage in die Morallehre die Lehrerlaubnis. Danach war er erst Vikar in Schalke und ab 1904 in Witten. Ab 1906 war er Pfarrer in Bausenhagen, ab 1908 in Bosseborn, ab 1909 in Corvey und ab 1913 Pfarrer in Eslohe, wo er 1915 an einem Gehirnschlag verstarb.